# Rommel Cabezas
Rommel Andrés Cabezas Briones (ur. 27 maja 2000 w Quinindé) – ekwadorski piłkarz występujący na pozycji środkowego obrońcy, od 2023 roku zawodnik El Nacional.